# Stephan Wojcikiewicz
Stephan Marie-Bernard Wojcikiewicz (* 23. Juni 1980 in Ottawa, Kanada) ist ein kanadischer Badmintonnationalspieler.

## Karriere
Stephan Wojcikiewicz gewann 1996 die kanadischen Jugendmeisterschaften im Herreneinzel, drei Jahre später wurde er Juniorenmeister. 2004 erkämpfte er sich seinen ersten Titel bei den Erwachsenen. Bei den Panamerikaspielen gewann er 2007 Gold im Herreneinzel. 2010 wiederholte er diesen Triumph.

## Sportliche Erfolge
| Saison | Veranstaltung                   | Disziplin    | Platz | Name                 |
| ------ | ------------------------------- | ------------ | ----- | -------------------- |
| 1996   | Kanada: Jugendmeisterschaften   | Herreneinzel | 1     | Stephan Wojcikiewicz |
| 1999   | Kanada: Juniorenmeisterschaften | Herreneinzel | 1     | Stephan Wojcikiewicz |
| 2004   | Kanada: Einzelmeisterschaften   | Herreneinzel | 1     | Stephan Wojcikiewicz |
| 2007   | Panamerikameisterschaft         | Herreneinzel | 1     | Stephan Wojcikiewicz |
| 2010   | Panamerikameisterschaft         | Herreneinzel | 1     | Stephan Wojcikiewicz |
| 2011   | Santo Domingo International     | Herreneinzel | 1     | Stephan Wojcikiewicz |